# 安鎮坂

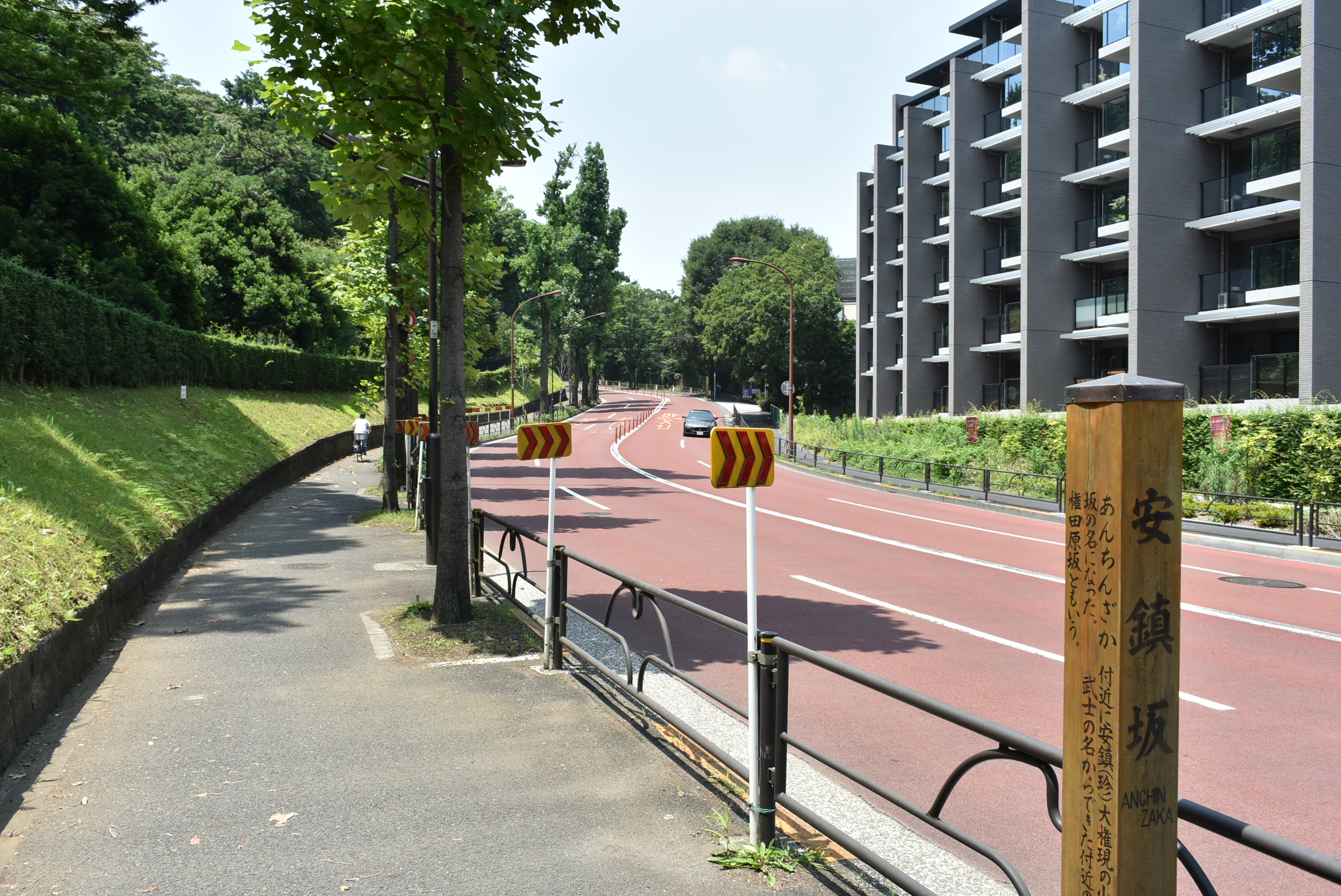
権田原方面を見る（2018年6月26日撮影）

安鎮坂（あんちんざか、安珍坂）は、東京都港区と新宿区の境界になっている赤坂御用地の北側に沿った都道にある坂道である。多くの別名があり、「ごんたざか（権太坂、権田坂）」、「ごんたわらざか（権田原坂、権太原坂）」、「しなのざか（信濃坂）」などとも呼ばれる。

## 概要
港区赤坂青山権田原町明治記念館と赤坂御所（青山御所）との間を鮫が橋に下る坂である。
坂上は権田原（ごんだわら）交差点で外苑東通りと交差する。坂の左手には明治記念館が、右手には赤坂御用地で東宮御所がある。北東方向に下ってゆくと左手に東京都神社庁やみなみもと町公園があり鮫河橋坂（さめかわはしざか）につながる。坂下の南元町公園辺りは低い湿地で、かつては沼から鮫川が東南の赤坂溜池に流れていた。湿地は江戸時代に外堀工事の残土で埋め立てられ、町屋となった。
安鎮坂の名は、かつて坂の前にあった安藤左兵ヱの屋敷内に安鎮大権現の社があったことに由来し、後に安珍坂と書くようになったものである。別名の権田原坂は付近に屋敷のあった権田氏、あるいは権田原僧都の碑にちなむなど諸説ある。この地は昔、幕府の代官・権田隼人なる者の屋敷地だったとも、あるいは権田丈之助、権田小三郎とその組下の組屋敷だったともいわれる。
坂の両側は栃ノ木の並木になっている。また、赤坂御用地の樹木などもあり都心では希な緑の多い静かなたたずまいである。

## その他
1994年（平成6年）8月2日、タレント・映画監督のビートたけしがこの坂下でミニバイク運転中に自損事故を起こし、頭部に重傷を負った。
安珍坂の坂下から迎賓館（旧赤坂離宮）と学習院初等科の間を北に上る坂、すなわち新宿区若葉1丁目と港区元赤坂2丁目との境界に位置する坂は鮫河橋坂（さめがはしざか、鮫ヶ橋坂）と呼ばれる。この坂には、「紀伊国坂」「大坂」などの別名もある。

## ギャラリー

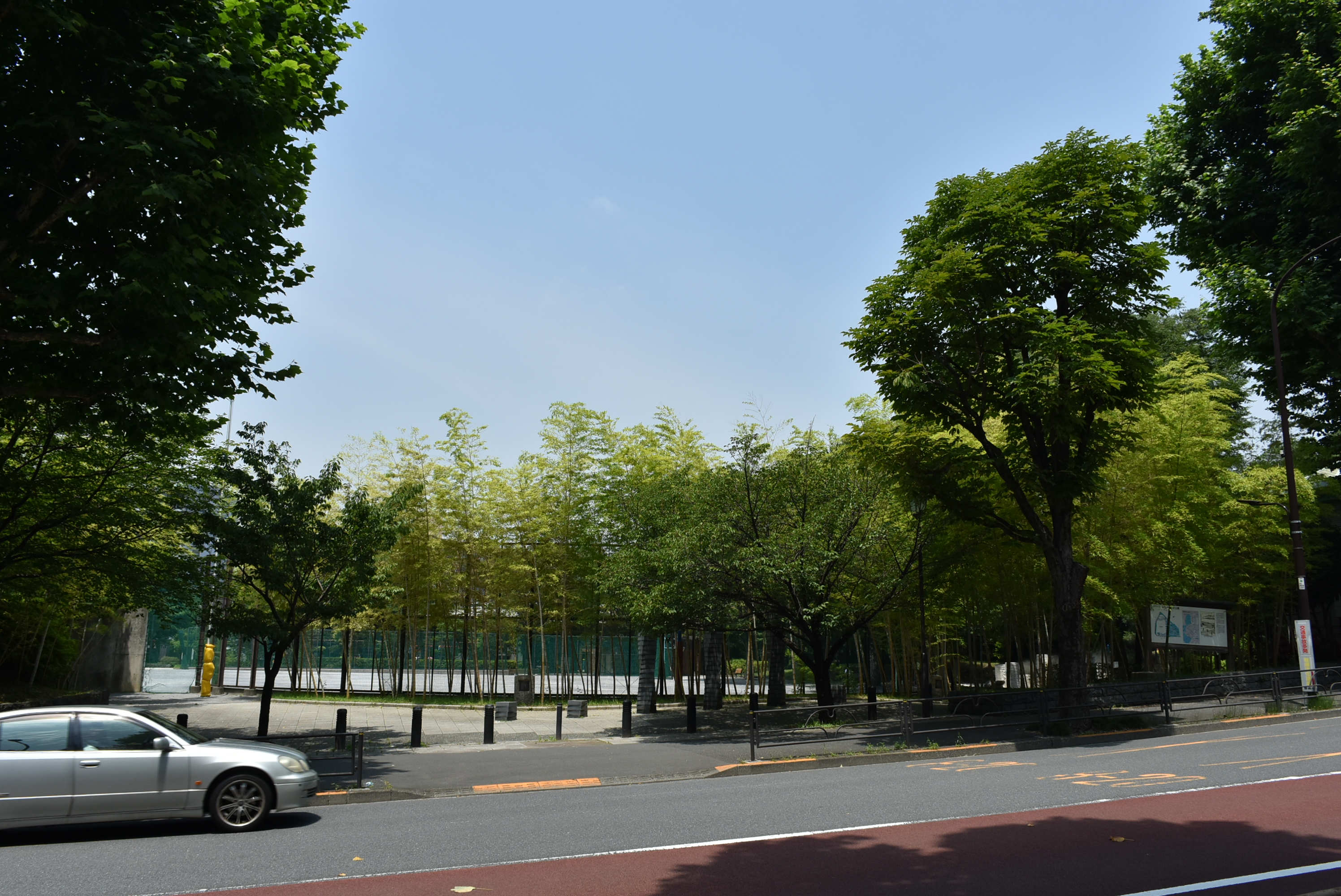
みなみもと町公園（2018年6月26日撮影）
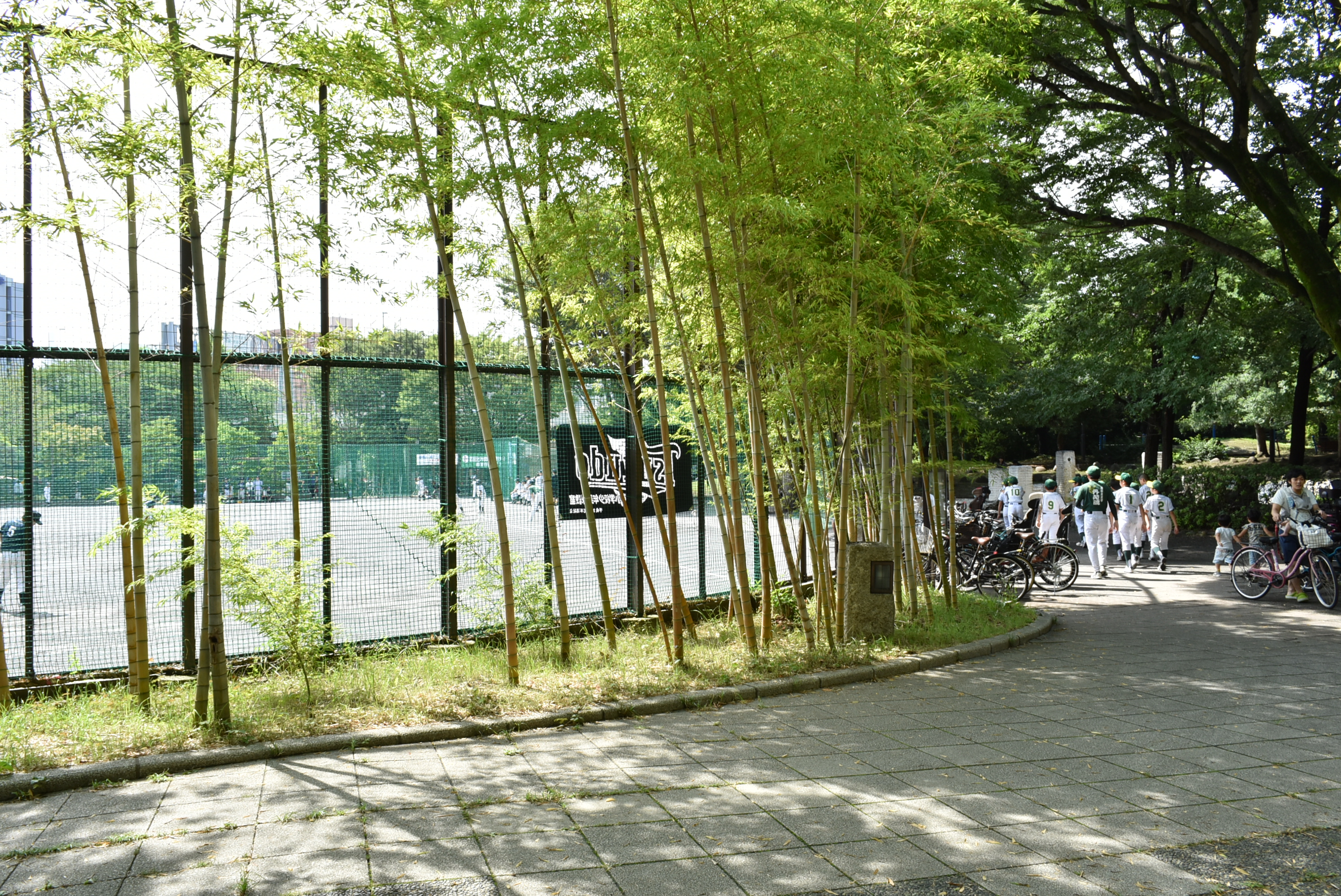
同左（2018年6月24日撮影）